# Bầu cử tổng thống Hoa Kỳ 1968
Cuộc bầu cử Tổng thống Hoa Kỳ năm 1968 diễn ra vào thứ ba, ngày 5 tháng 11 năm 1968, là cuộc bầu cử Tổng thống thứ 46 liên tục bốn năm một lần trong lịch sử Hoa Kỳ. Cựu phó tổng thống Richard Nixon, ứng cử viên tổng thống thuộc đảng Cộng hòa năm 1960, đã đánh bại đương kim phó tổng thống Hubert Humphrey, ứng cử viên thuộc đảng Dân chủ trong một chiến thắng sát nút. 
Nixon đã giành chiến thắng sát nút trong cuộc bầu cử, chiếm đa số phiếu đại cử tri và 43.4% số phiếu phổ thông. Humphrey đã giành được 42.7% phiếu bầu nhưng chỉ thắng được 14 bang và thủ đô Washington, D.C, Wallace đã giành được 13.5% số phiếu phổ thông. Nixon là người phó tổng thống không đương nhiệm đầu tiên đã được bầu làm tổng thống cho đến khi cựu phó tổng thống Joe Biden, đã được bầu làm Tổng thống vào năm 2020.